# リーサ・スイーコネン
リーサ・スイーコネン（Liisa Suihkonen、1943年7月27日 - ）は、フィンランド、北サヴォ県スオネンヨキ出身の元クロスカントリースキー選手。 
1968年グルノーブルオリンピックの10kmで18位となった。次の1972年札幌オリンピックには出場できなかったが、1976年インスブルックオリンピックのリレーではマルヤッタ・カヨスマ、ヒルッカ・クントラ、ヘレナ・タカロとともに銀メダルを獲得した。